# دانیل رابینسون
دانیل رابینسون (انگلیسی: Danielle Robinson؛ زادهٔ ۱۰ مهٔ ۱۹۸۹) بازیکن بسکتبال اهل ایالات متحده آمریکا است.
وی در مسابقات کشوری و بین‌المللی در مجموع برندهٔ ۱ مدال طلا شده‌است.